# Lady Morán
Lady Raysa Morán Valenzuela (ur. 1 czerwca 1997) – ekwadorska zapaśniczka startująca w stylu wolnym. Brązowa medalistka mistrzostw panamerykańskich w 2018. Wicemistrzyni panamerykańska juniorów w 2016 roku.